# Peperomia trollii
Peperomia trollii là một loài thực vật có hoa trong họ Hồ tiêu. Loài này được Hutchison & Rauh miêu tả khoa học đầu tiên.